# Joachim Olsen
Joachim Brøchner Olsen (* 31. května 1977 Aalborg) je bývalý dánský atlet, stříbrný olympijský medailista letních her 2004 a halový mistr Evropy ve vrhu koulí.
V začátcích své kariéry se věnoval především hodu diskem. Později se však dostal ke kouli. Jeho prvním úspěchem byla stříbrná medaile, kterou získal na mistrovství Evropy do 23 let v Göteborgu 1999. Reprezentoval také na letních olympijských hrách v Sydney 2000 a v Pekingu 2008. V obou případech však neprošel sítem kvalifikace. Na zahajovacím ceremoniálu Pekingské olympiády se stal vlajkonošem dánské výpravy.
Sportovní kariéru ukončil v roce 2009.Od roku 2011 je poslancem dánského parlamentu za stranu Liberální aliance.

## Osobní rekordy
- vrh koulí (hala) – 21,63 m – 25. února 2004, Tallinn
- vrh koulí (venku) – 21,61 m – 13. června 2007, Kodaň